# Nacionalismo africano
O nacionalismo africano é um movimento político e social que surgiu no século XX no continente africano, com o objectivo de promover a autodeterminação, a independência e a unidade das nações africanas. Esse movimento foi uma resposta directa ao colonialismo europeu e buscava libertar os países africanos do domínio e da exploração colonial.
O nacionalismo africano foi impulsionado por líderes carismáticos e intelectuais africanos, que mobilizaram as massas e despertaram o orgulho étnico e cultural. Eles defendiam a ideia de que os africanos deveriam ser donos do próprio destino, determinando seus governos e desenvolvendo suas nações de acordo com seus próprios valores e tradições.
Durante as décadas de 1950 e 1960, muitas nações africanas conquistaram a independência do domínio colonial. Líderes como Kwame Nkrumah em Gana, Jomo Kenyatta no Quênia e Julius Nyerere na Tanzânia se tornaram símbolos do nacionalismo africano, lutando pela autodeterminação e pela construção de Estados africanos independentes.
O nacionalismo africano também enfatizava a unidade continental, buscando a solidariedade entre os países africanos e a cooperação para enfrentar desafios comuns. A criação da Organização para a Unidade Africana (OUA) em 1963 foi um passo importante nessa direcção, visando promover a integração e a colaboração entre os países africanos.
No entanto, o nacionalismo africano também enfrentou desafios e críticas. Alguns argumentaram que ele negligenciou as diversidades étnicas e culturais dentro dos países africanos, levando a conflitos internos. Além disso, a herança do colonialismo deixou muitos países africanos com divisões económicas e políticas profundas, dificultando a realização plena dos ideais do nacionalismo africano.
Apesar dos desafios, o nacionalismo africano desempenhou um papel fundamental na conquista da independência e na construção dos Estados africanos pós-coloniais. Ele continua sendo uma força importante na política africana contemporânea, lutando por justiça, desenvolvimento económico e a realização do potencial africano como um todo.